# Marcello Lante
Marcello Lante, também conhecido como Marcello Lante della Rovere (1561 - 19 de abril de 1652) foi um cardeal italiano, camerlengo e decano do Colégio dos Cardeais nos últimos anos de vida.

## Biografia
De família nobre, era filho de Ludovico Lante e Lavinia M. Maffei. Sua irmã era casada com o irmão do Papa Paulo V. Era sobrinho de cardeais Bernardino Maffei (1549), e Marco Antonio Maffei (1570), pelo lado de sua mãe. Primo do cardeal Orazio Maffei (1606) e tio dos Cardeais Gregorio Naro (1629) e Tiberio Cenci (1645). Tio-avô do Cardeal Federico Marcello Lante della Rovere (1743). Ancestral dos cardeais Antonio Lante Montefeltro della Rovere (1816) e Alessandro Lante Montefeltro della Rovere (1816). Seu sobrenome também é listado como Lante della Rovere, relativa aos duques Della Rovere.
Em 11 de setembro de 1606, foi criado cardeal pelo Papa Paulo V, recebendo o barrete cardinalício e o título de cardeal-presbítero de Santos Ciriaco e Julita em 9 de outubro. Bispo eleito de Todi, em 18 de dezembro de 1606, renunciou o governo da diocese antes de 6 de outubro de 1625. Foi consagrado em 14 de janeiro de 1607, no palácio Vaticano, pelo Papa Paulo V.
É nomeado Camerlengo do Sagrado Colégio dos Cardeais em 13 de janeiro de 1625, cargo exercido até 7 de janeiro de 1626. Passa para o título de Santa Praxedes em 20 de março de 1628.
Passou para a ordem dos cardeais-bispos e para a sé suburbicária de Palestrina em 20 de agosto de 1629. Passou para a sé suburbicária de Frascati em 8 de outubro. Passou para a sé suburbicária de Porto e Santa Rufina, em 28 de março de 1639. Em 1 de julho de 1641, torna-se Deão do Colégio dos Cardeais e cardeal-bispo de Óstia-Velletri.
Morreu em 19 de abril de 1652, em Roma, sendo sepultado na capela de Santi Lucrezia e Gertrudes que mandou construir na igreja de San Nicola da Tolentino.

## Conclaves
- Conclave de 1621 - participou da eleição do Papa Gregório XV.
- Conclave de 1623 - participou da eleição do Papa Urbano VIII.
- Conclave de 1644 - participou como deão da eleição do Papa Inocêncio X.